# Horvát István (történész)
Horvát István (Székesfehérvár, 1784. május 3. – Pest, 1846. június 13.) magyar történész, bölcsészdoktor, egyetemi tanár, a 19. századi alternatív nyelvészkedés vezéralakja. Horvát Árpád történész apja, Horvát Árpád orvos nagyapja.

## Élete
Horvát János, győri származású nemes és Tompos Anna fia (a család 1623. június 25-én nyert nemességet). Székesfehérvárott, a híres ciszterci gimnáziumban végezte a középiskolát 1791–99 között; ekkor Pestre ment az egyetemre, ahol a bölcseletet három, a jogtant pedig négy évig hallgatta, s 1805. augusztus 28-án bölcseletdoktori oklevelet szerzett. Ezen idő alatt, különösen pedig 1805–06-ban a mezőgazdasági nyilvános leckékre és az orvosi előadásokra mint önkéntes hallgató szorgalmasan eljárt. 1802. szeptember 15-én Ürményi József országbíró házába szegődött tanítónak, Vince s Imre úrfiak mellé. Ettől fogva az Ürményi család neki valódi mecénása volt, csaknem elválhatatlanul élt a család körében, amelyhez szoros baráti viszony fűzte.
Megismerkedett Révaival, Kazinczy Ferenccel (1803), Horváth Endrével, Virág Benedekkel, Vitkovics Mihállyal (1804), Szemere Pállal és más akkor élt nevezetes írókkal; nyelvészeti s történeti vitákat folytatott velük levelezés útján. Nagyobb figyelmet a Verseghy Ferenc és Révai Miklós közt folyt harcban keltett (1805), amelyben ő is élénken részt vett, Révai védelmében. 1806-ban Válba költözött Ürményi Imre tanításának befejezésére. Hivatalos teendői mellett írogatott, főleg Kulcsár lapjába, a Hazai s Külföldi Tudósításokba. Révai halála után (1807) egyetemi tanár akart lenni, de a rosszakarat megbuktatta.
Nevelői tisztének befejezése után, 1808 novemberében végleg Pestre költözött, s e hó 15-én az egyetem elnöki jegyzőjévé nevezték ki 500 forint évi fizetéssel; az egyetemi tanács jegyzőségét is magára vállalta (melyet 1837. március 14-éig illetmény nélkül vitt). 1809. február 17-én mint az országbíró titkára tette le az esküt és költözött az Ürményi család házába, hogy azután 14 évig (1820. június 1-jéig) az országbíró „jobb keze, a fényes család kedvelt tagja legyen, és hogy a háztól többé utolsó leheletéig meg ne váljék”. Az 1811–12-es országgyűlés alatt Pozsonyban tartózkodott, közben Bécsben is megfordult.
1812. szeptember 21-én Szalmásy Terézzel lépett házasságra, aki azonban már 1813. december 20-án meghalt. 1815-ben Szepesy Karolinát vette nőül, akivel aztán annak 1834-ben bekövetkezett haláláig boldogságban élt.

## Tudományos munkássága
1815. december 7-én nevezte ki József főherceg a múzeumi országos könyvtár őrévé; hivatalát 1816. január 1-jén vette át, kezdetben évi 400 forint fizetéssel, és csak a halál szólította el belőle. (1837. május 12-étől a nádor megbízásából a Magyar Nemzeti Múzeumot 1843. április 8-áig mint helyettes igazgató minden díjazás nélkül vezette.) 1816. december 16-án a Marczibányi család irodalmi alapítványát felügyelő bizottság tagja lett.

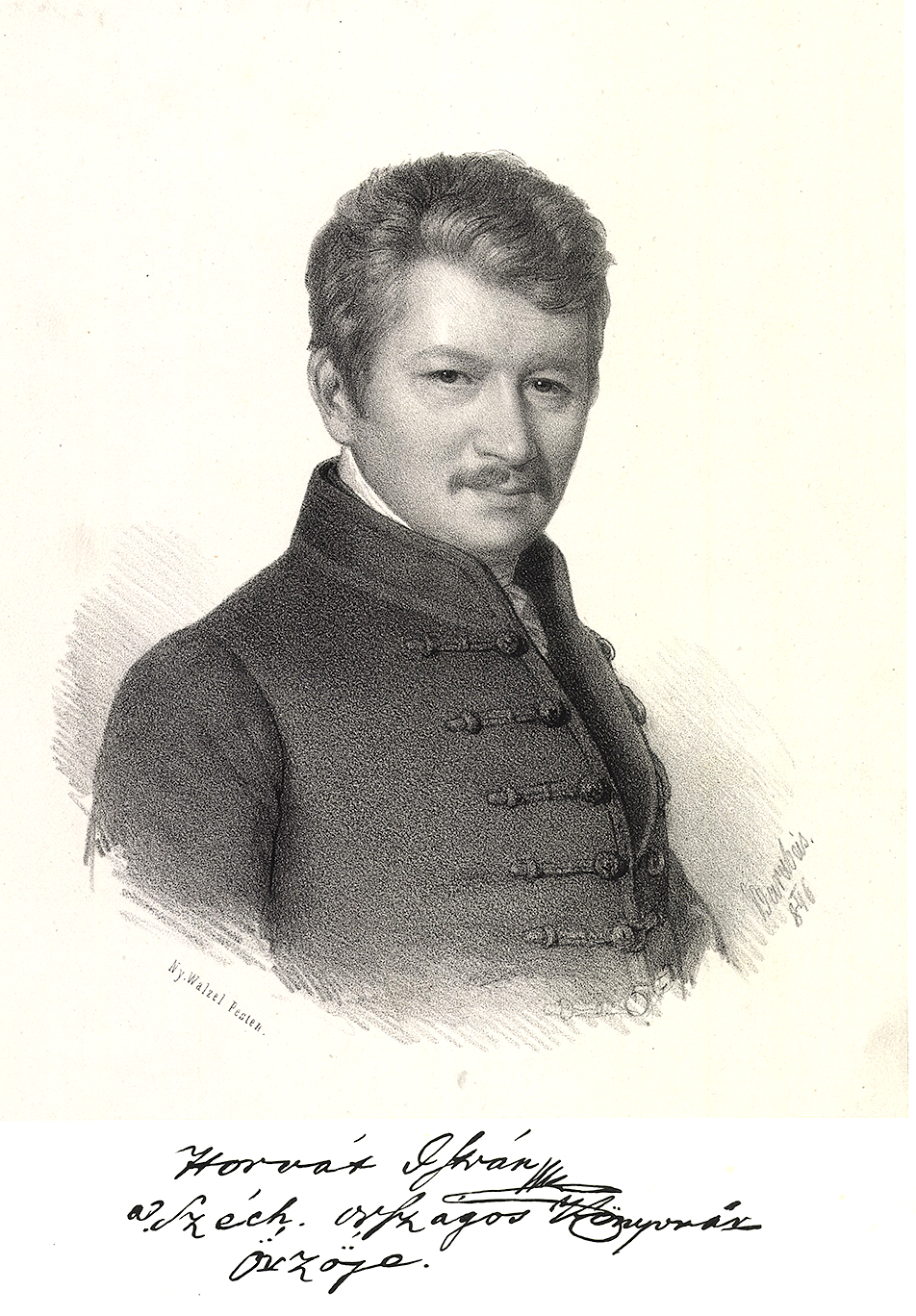
Horvát István portréja, Barabás Miklós műve

1823. november 1-jétől a pesti egyetemen az oklevél-, nemzetség-, pecsét- és címertudomány tanárságát is elnyerte. 1830. május 1-jén végre beteljesült vágya, ugyanis a magyar nyelv és irodalom valamint a tollvezetés (stylus curialis) egyetemi helyettes, 1837. február 1-jén pedig rendes tanárává nevezték ki. Tanítványai lelkesen szóltak róla, hogy szeretetreméltósága mellett, milyen alapossággal adta elő tárgyait, mint lelkesült a nagy példákon, miként lelkesített tudós fejtegetéseivel, miként ültette át szívükbe a nemzeti eszméket, erényeket. A Magyar Tudományos Akadémia alakításánál még benne volt a szervező bizottságban, sőt a jegyzői tisztet is vitte; később azonban kilépett, és ismételt megválasztásra sem állott az akadémia tagjai közé. Elvkülönbség uralkodott közte s az akadémikusok között. Az Akadémia alapszabályait bírálgatva, különösen nem kívánta, hogy az akadémia rendes tagjai Pesten kívül is lakjanak, hogy a rendes tagok fizetést ne kapjanak stb. 1833-ban átvette a Tudományos Gyűjtemény szerkesztését és négy évig vitte azt, ezáltal újra tekintélyt adva e folyóiratnak. Nagy vitatkozó képességgel megáldva, veszedelmes ellenfele volt annak, akit végzete ellentétbe hozott vele, mígnem Bajza József mind élesebb támadásokat intézve ellene, sokakat elvont köréből. Azontúl mindinkább zárkózott lett, s nagyon megválogatta azokat, akiket bizalmára méltatott. Ekkor legmeghittebb barátai voltak: Reseta János, Waltherr László és Károlyi István. Tanítványainak szeretetében látta fáradozásainak elismerését. A komolyabb ifjúság ragaszkodott is hozzá, aminek fényes bizonyítékát adta. 1840. október 1-jétől az egyetem bölcseleti karának dékánságát három évig viselte; 1844. augusztus 27-én a király a bölcseleti kar egyik alidősebbjévé (prosenior) nevezte ki. 1846. január 3-án, amikor az I. éves bölcsészhallgatók ünnepélyt rendeztek a tiszteletére, aranytollal fejezve ki hálájukat, jutalmazva buzgó tanáruk érdemeit, joggal mondhatta a toll átvételekor: „E kéz, e szív, az ész mindent a hazáért tett”. A nemzet bölcsebb fele, az elfogulatlan tudósok, élükön Eötvös József, Szalay László és Deák Ferenc, mindig tisztelettel említették a nevét; meghajoltak roppant tudása, hazafias szelleme és kivívott érdemei előtt. Deák Ferenc volt az, aki az 1836. évi országgyűlésen, hogy anyagi gondoktól kímélve annál inkább a tudományoknak szentelhesse magát, 2000 forint évi segély utalványozását javasolta a rendeknek, ami valóban végzéssé is vált. Fehér, Nyitra, Komárom és Esztergom vármegyék táblabírája is volt. Életének utolsó évében, 1846-ban gyakran betegeskedett. Miután azon örömet megérhette, hogy fiát, Horvát Árpádot egyetemi tanszékének helyetteséül kinevezték, június 13-án meghalt Pesten.

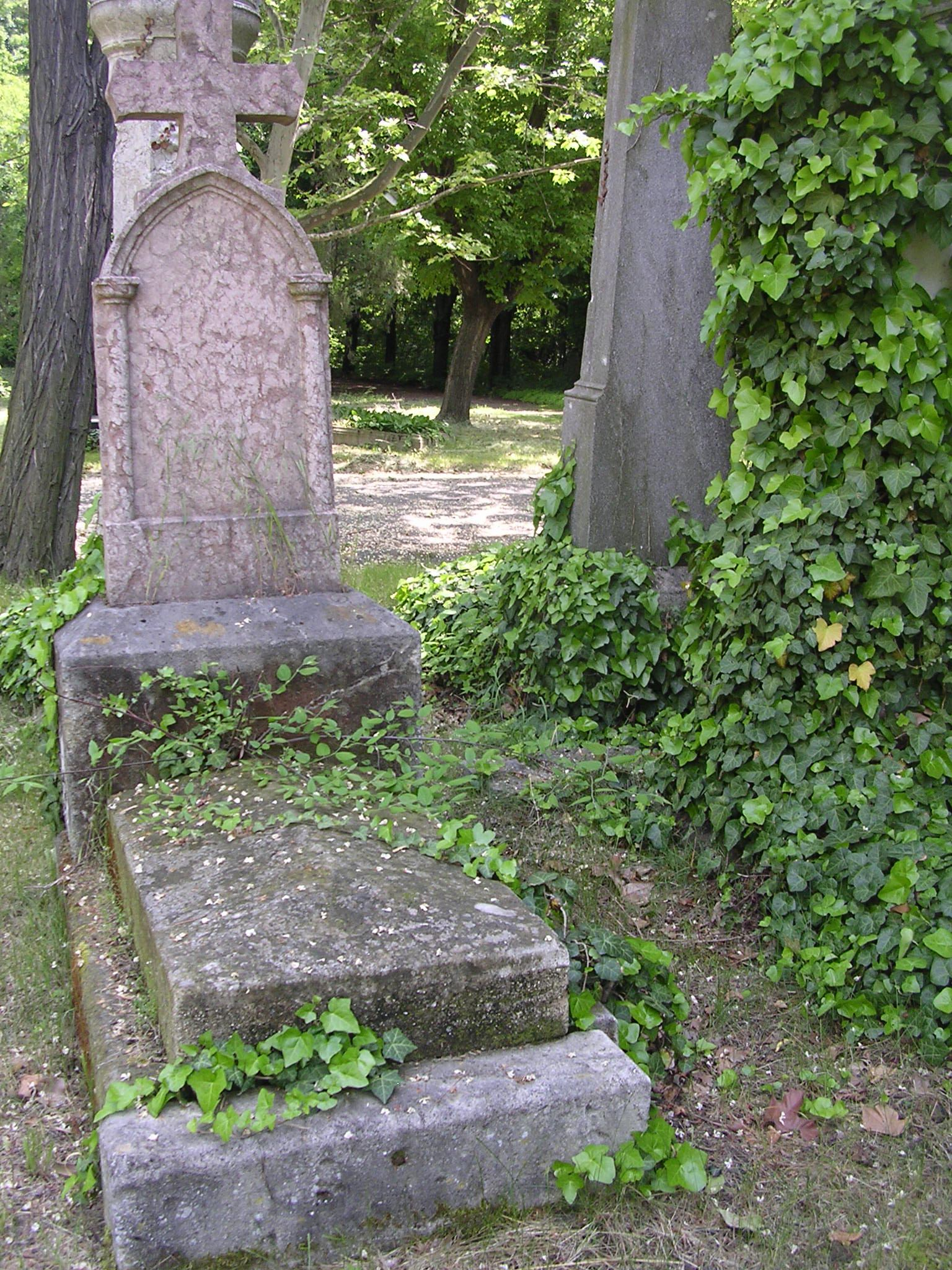
Sírja a Fiumei úti sírkertben (29/1-2-2)

Temetése a Váci úti temetőben nagy részvét mellett zajlott; jelen volt a Magyar Tudományos Akadémia is; az egyetemi ifjúság pedig június 28-án addig szokatlan gyászünnepélyt rendezett tiszteletére, mely alkalommal Fejér (Vasvári) Pál, akkor első éves jogász, emlékbeszéddel dicsőítette az elhunytat. Sírját a Váci úti temető felszámolásakor a Kerepesi úti temetőbe vitték át 1873-ban, majd az 1920-as évek elején az újabb temetőrendezéskor a 29-es parcellában helyezték el (29/1-2-2). 2001 óta védett sírját, a Nemzeti sírkert részeként felújították.
Könyvtára (30 000 kötetet) a kéziratokkal (916 kötet) és oklevelekkel együtt József nádor intézkedésére a Magyar Nemzeti Múzeum tulajdonává vált, és 1851-ben oda átszállították.
Horvát István nevét 1806. jan. 1-től mindig h nélkül írta. Boldogréti Vig László álnevet használt első munkáinál és több cikkénél is.

## Emlékezete
Vass Bertalan: Horvát István életrajza. Magyar Tudományos Akadémia, Budapest (1895)
Székesfehérvárott a Vasútvidék és Tóváros városrészeket összekötő nagy forgalmú utcát és a mellette fekvő egyik lakótelepet róla nevezték el.

## Munkásságának értékelése
...tovább haladván philológiai vizsgálataiban, az etymológia tekervényes ösvényein, mindig messzebb- és messzebb vonult, míg minden, mi nagy és dicső volt a világon, fajunkhoz tartozónak, magyarok által elkövetettnek állítá – az kételkedhetett mestere állításain, de azon óriási honszeretet hatalma, mely a tudóst elragadta, elragadta tanítványait is, s elvonatkozva egészen tudományos érdemeitől a munkásságának ezen oldalát is tekintjük, a haza Horvátnak érdemeit soha nem hálálhatja meg egészen. Nem volt tanítóink között, kitől annyian tanulták volna szeretni a hazát.
Módszere a népneveknek hang, és ahol van, jelentésök szerint egyeztetése, csoportozásai; s így sikerül neki az ionokat, pelasgusokat, cimeriusokat, a titánokat, a filiszteusokat és sabinusokat, a maurusokat és aethiopsok, az argívok és quirytesek, az oscusok és samnítek, gepidák és charasmiusok, az athenaeiek és curetesek, az illírek és amorrhaeusok és száz meg száz népeket és népneveket magyarokká tenni; így sikerül kimutatni azon birodalmakat, miket őseink Kisázsiában és Afrikában, Görög- és Olaszországban alkottak; sőt Luzitánia és Andalúzia is csak úz országok, Murcia pedig egyenesen Magyarország; Karthágó magyar város, és Jeruzsálem mi egyéb, mint Sólyomvár? így aztán a líbiai Hercules és Nagy Sándor magyarok, s ez utóbbi Magyarvárosban (Argeopolis) áldozott; Szent Dávid a pártusok székelynagyja, Szent Jeromos becsületes jász; ők kezdék építeni az egyiptomi gúlákat, a görögök és rómaiaknak ők adtak betűket, az elsőbbek magyar, jász, partus mértékeket vettek fel prozódiájokba, az aboriginesek tőlök vettek vallást, törvényt, szokásokat, s a múmiák pólyái is magyarul szólottak; az argonauták hadmenete, a trójaiak harca és pun háborúk mind »magyar háborúk« voltak stb.
Horvát egész életművében felfedezhető az a kettősség, amely ezt a mozgalmat jellemezte. Egyrészt – tudománytörténeti emlékezetünkben és köztudatunkban is így él – bizarr figura, aki fanatikus megszállottsággal mindenben és mindenhol a széles földkerekségen délibábos etimologizálásokkal a magyarság, a magyar kultúra emlékeit kutatta és „fedezte fel”. Másrészt – és erről sokszor elfeledkezünk – létezett egy másik Horvát István is: aki síkra szállt a nemzeti hagyományok ápolásáért, a polgári átalakulásért, a magyar társadalmi és gazdasági fejlődésért, lelkesedett az önálló Magyarország gondolatáért. A romantikus őstörténész mellett felvilágosult gondolkodású irodalomszervező, a hazai könyvtárügy megteremtésén fáradozó könyvtárigazgató és a magyar nyelvű, magyarországi forrásbázison alapuló magyar oklevéltan és nemzetségtan művelője és jeles professzora. [...]

Őstörténeti kutatásaival azonban csakhamar szembekerült az igényesebb, józanabb szemléletű, az irodalomban és a történetírásban megújulást kereső és követelő reformkori ifjú tudósnemzedékkel, különösen a Kritikai Lapok szerkesztőjével, Bajza Józseffel, de Toldy Ferenccel, Szalay Lászlóval és magával Vörösmartyval is, aki néhány évvel azelőtt még csodálattal adózott Horvát munkásságának. A velük folytatott polémiákban alulmaradva, önérzetében teljesen megsértve, a felkínált akadémiai tagságról is lemondva, visszavonulva folytatta szófejtegetéseit és őstörténeti ábrándjainak kergetését. Pozitív hatását azonban a kor történet- és irodalomszemléletére e téren kifejtett munkásságának minden negatív vonása ellenére sem lehet tagadni. Számos költőnk, írónk tőle nyert ösztönzést vagy ihletet hősi eposzaink megírásához. De nagy hatást gyakorolt arra az ifjúságra is, amely az egyetem padsoraiban bámulattal hallgatta Horvátnak a magyarok tetteiről szóló nagy ívű beszédeit, a magyar nyelv régiségéről és szépségéről tartott előadásait.
Horvát 1825-ben írt fő műve, a Rajzolatok a magyar nép legrégibb történeteiből alapjában véve őstörténeti munka. Horvát igen egyszerű, naiv etimologizáló módszerrel, pusztán a Bibliát kézben tartva azt kívánja bizonyítani, hogy – feltéve, de nem igazolva a szkíta–szittya azonosságot – a magyar a világ legrégibb népe, s a történelem minden nagyobb alakja, teljesítménye, kultúrája magyar eredetű, vagy magán viseli a magyarok keze nyomát. (E naiv etimologizálás saját korában és később is sok szójáték, szóvicc gyártására adott lehetőséget: you – juh, Koppenhága – Kappanhágó, Piramis – Peremes, Szicília – természetesen a siculusok, azaz a székelyek alapítása, Jézus – jászon – jász, azaz magyar származású stb.) Horvát István műve a hun–magyar azonosítással (sőt, ezt még messzebbre is kiterjeszti: a magyarok elődei eszerint – a szkíták mellett – további nagy népek, így a parthusok, sumérek, hurrik stb. voltak) tökéletesen illeszkedik a kor jellegzetes kelet-európai történelmi műveinek sorába (vö. a dákóromán kontinuitásról vagy a Nagymorva Birodalomról való elmélettel), hiszen ekkoriban a történetírás célja a dicső nemzeti múlt iránti lelkesedés felkeltése, a korábbi nemzeti nagyság, a más népektől való különbözőség (sőt a velük szembeni fölény) érzékeltetése volt. [...] A Rajzolatok mellett Horváth István egyéb történeti munkákat is megjelentetett. Kísérletet tett többek között az önálló magyar oklevéltan megalapítására, s foglalkozott olyan, később „népiségtörténeti”-nek elnevezett kérdésekkel is, mint a jászok, kunok, palócok és más nemzetiségek, néprészek eredete és története, ami azért túlmutat az egyoldalú nemesi szemléleten.
A történeti kutatás és oklevélkritika terén szép eredménnyel dolgozó, tudós Horvát István az őstörténet ingoványos mezejére tévedve, egy módszerében tudománytalan, felfogásában naivul hazafias, eredményeiben meseszerű, modorában agresszív és türelmetlen őstörténetíró-iskola megalapítójává lett. Horvát István és Fejér György a nyomukban haladó sok dilettánssal, kik közül elég Somogyi, Bálint Gábor, gróf Zichy Jenő, Fischer, Fáy, Némäti nevét említenünk, képtelennél-képtelenebb eredet- és rokonságelméletekkel árasztották el irodalmunkat, mindenütt és minden népben a magyarok őseit keresve. Ez a dilettáns őstörténeti irány hatalmába kerítette szépirodalmunkat, a népszerű történetirodalmat s a művelt magyar közönség lelkét, mely naiv örömmel fogadta a nemzeti hiúságot legyezgető, bizarr elméleteket.
A hangulat irányítása Révai egyik nagytehetségű, lelkes, de kritika nélkül dolgozó, szertelen fantáziájú tanítványának, Horvát Istvánnak kezébe került, aki látnoki hévvel hitte és hirdette, hogy a magyarság a világ legrégibb népe, a magyar nyelv a világ legősibb nyelve, s az idegen nyelvekben: a héberben, a görögben, a latinban vagy akár a finnben is hemzsegnek a magyarból való tulajdonnevek és közszók.
A magyarság legkorábbi múltjának fantáziadús kiszínezése terén minden elképzelhető mértéket túllépett a pesti egyetemen oklevél- és címertant, valamint magyar nyelvet és irodalmat tanító Horvát István, akinek az őstörténeti teóriájában saját korának mércéjével mérve is túltengett a dilettantizmus és a romantikus nemzeti büszkeség. Horvát szerint a világot kezdetben a szittyák lakták, akik közé a palócok, jászok és a „lófejűek” mellett a magyarok is tartoztak. A szittyák eleinte Numíbiában és Abesszíniában éltek, és királyaikat „kunhalmokba”, majd piramisokba temették. Később az egész világon szétszóródtak. Az Atlanti-óceán partvidékén ők alapították Cadixot, de eljutottak Arábiába, Perzsiába és Örményországba is. A pártusok éppúgy magyarok voltak, mint Dávid király, Heródes és Szent Pál, és persze magyar tárgyú az Iliász is, melyet Homérosz a jászok között barangolva írt.
Kálmán László nyelvész „délibábos nyelvészkedő dilettáns” alkotásának minősítette Horvát naiv etimologizálási eredményeit. Hasonlóképpen értékeli a 19. századi történész munkásságát több szerző: Fejes László nyelvész, Ráth-Végh István művelődéstörténész.

## Horvát István és a „Habsburg–ármány”- legenda eredetének kapcsolata
A tudományos ismeretterjesztő irodalomban megjelent egy feltételezés, hogy Horvát István lehetett a Habsburg-dinasztia és a finnugor nyelvrokonságot hírdető tudósok összeesküvéséről szóló városi legenda forrása: „Jelenlegi ismereteink szerint a Habsburgok és a finnugristák bűnös összefonódásáról szóló városi legendát először Adolf Buchheim osztrák emigráns írta le 1850-ben. Hunfalvy és Budenz neve csak később került bele a történetbe. A legenda eredeti változata valószínűleg Horvát Istvántól, vagy egykori tanítványaitól származik. Kéziratos hagyatékának áttanulmányozásával talán igazolni lehetne, hogy elsőként ő is írta le. Vagyis ezt a mesét egy igaz magyar hazafi találta ki, csak éppen nem tudta, hogy mit beszél.”
Horvát főművében – Rajzolatok a magyar nemzet legrégiebb történeteiből (1825) – az a megállapítás azonban nem szerepel, hogy a Habsburgok akarják ráerőltetni a magyarságra a finnekkel, észtekkel való rokonságot, így nem igazolható, hogy a történész lenne a városi legenda forrása.
Az MTA Kommunikációs Osztálya szerkesztésében megjelenő honlap (www.tudomany.hu) őstörténeti cikksorozatának első részében, a Klima László nyelvész által jegyzett cikkben Horváttal kapcsolatban annyi szerepel, hogy: „...Nála jelenik meg először az a gondolat, hogy a finnekkel és a lappokkal való rokonságot a németek akarják a magyarokra erőltetni”, viszont továbbra sem nyert tudományos igazolást Klima azon felvetése, hogy Horvát István lenne a Habsburgok és a finnugristák ármánykodásáról szóló városi legenda szerzője.

## Munkái
- Öröm dal, melyet Ürményi Josepha kisasszonynak Kerekes Timotheus ezredes kapitány úrral való egybekelése alkalmatosságával bőjtelő havának 23. 1804. Vályban bényujtott. Pest
- Nagytiszt. Spaits István hamvainak háládatos tiszteletből szenteli Székes-Fehérváratt bőjt-más havának 28. 1804. Pest (Költemény)
- T. Nagy Anna kisasszonynak és Nitzky József urnak egybekelésök alkalmatosságával Szent Iván havának XI. 1804. Tordason ugyan azon kisasszonyhoz. Pest (Költ.)
- Örömversek azon gyászos hír után, mely a nagyérdemű, s főtiszt. Paintner Mihály rátóti prépost úrnak halálát hazudta, mikor a győri kerületben az oskoláknak királyi főigazgatójokká neveztetett. Révai Miklós úrnak vigasztalásul írták három igaz tisztelői. Pest, 1804 (Vitkovits Mihály, H. I és Ferentzi János)
- Nagytiszteletű Potyondi Ráfael, Az Ürményi urfiaknak nevelőjökhöz Válban Mindszent havának 24. mint neve napján 1804. Székes-Fehérvár (Költ.)
- Néhány okok, melyek a nem régente kiadatott MCCCXXXIX. eszt. magyar levélnek valóságos eredetiségét kétségessé teszik. Pest, 1804
- T. Kovachich Joanna asszony árnyékához, midőn annak képét hozzáviseltető tiszteletből férje Kovachich Márton úr rézbe vésette. Buda, 1806
- Versegi Ferencznek megfogyatkozott okoskodása a tiszta magyarságban. Melyet a józan okoskodásnak törvényeiből kihozatott igaz okokkal megbizonyít Révai Miklósnak hív tanítványa és szerető barátja, Boldogréti Vig László, Pest, 1806 (Végén: Megszerzés. A debreczeni nyelvrontásnak ellentmondó tudománytétel. Jegyzés a kolosvári kisded magyar grammatikáról.)
- Pest szabad királyi városának régi Ofen nevéről. Pest, (1810. Ism. Annalen der Literatur. Wien. 1811. IV. 299.)
- A magyar rendes katonaságnak és felkelő nemes magyar seregnek néhány vitéz és dicső tettei az 1809. háborúban. Németből magyarázta. Pest, 1812
- Nagy Lajos és Hunyadi Mátyás híres magyar királyoknak védelmeztetések a nemzeti nyelv ügyében. Tekéntetes, tudós Schwartner Márton úr vádjai, és költeményei ellen. Pest, 1815 (Ezen munka megjelenésekor egy ismeretlen jött H. lakására, 24 aranyat tett asztalára s a pénz mellé papirosra irta e sort: «A Lajos és Mátyás védjének». Kiadta Thewrewk József, Magyar Anthologia. Pozsony, 1833. II. köt. Ugyanez németre ford. Pest, 1815)
- A dicső Marczibányi familia tudományos jutalomtétele, s annak első fényes kiosztatása a nemzeti museum épületében Szent-András hava 23. 1817-ben. Kiadatott egy érzékeny részvevő méltóság költségén. Pest, 1817
- Werbőczi István emlékezete, melyet a hármas törvénykönyv törvényes bevételének harmadik századára készített, II. kötet. Pest, 1820 (Levélgyűjtemény W. emlékezetéhez, az I. kötet nem jelent meg.)
- A dicső Marczibányi familia tudományos jutalomtételeinek fényes kiosztása Bőjt más hava XXIII. 1820, Pest
- Magyar ország gyökeres régi nemzetségeiről. Pest, 1820 (Ism. Gemeinnützige Blätter 43. sz.)
- Jutalom feleletek a magyar nyelvről a magyar nemzeti muzeum 1815. 16. 17. eszt. kérdéseire, Pest, 1821
- Monumentum viro Christophoro Rösler alteri Hungariae. Mabillonio dum in arte diplomatica quae originem. progressum, incrementa eruditis, disceptationibus debet acri iudicio IX. kal. Sept. 1823. Jani templum primus in orbe clausit lubens merito posuit. Pest, 1823 (Költ.)
- Rajzolatok a magyar nemzet legrégiebb történeteiből. Figyelem gerjesztésül kiadta... Pest, 1825 (Ebben nyilatkozik tudós fantáziája legszabadabban: nemcsak Persiában, Görögországban, Itáliában, minden régi népnél, hanem még a paradicsomban is talál a magyarok őseire, természetesen csak a nevek hasonlósága után indulva. Ism. Hasznos Mulatságok 1834. 14. és köv. sz.)
- Henrik portugalliai grófról, mint magyar király firól. Értekezik... Pest, 1828
- Észrevételek Y úr véleményére Henrik portugáliai gróf eredetéről. Pest, 1828
- A magyarokról mint Agarénusokról. Értekezik... Pest, 1828
- Jászok. I. értekezés. A jászokról, mint magyar nyelvű népről és nyilazókról. Pest, 1829 (Különny. a Tudom. Gyűjteményből.)
- A Kaján magyar szóról a teremtés könyvéből. Értekezik... Pest, 1829 (Különny. a Muzarion IV. kötetéből.)
- A deutschok. Mózestől Tacitusig I. értekezés. A deutschokról, mint németekről, Pest, 1831 (Különny. a Tud. Gyűjteményből.)
- A pacinákokról. (A Vas nemzetről.) Pest, 1839 (1-208. l. Befejezetlen maradt, példányai, tíznek kivételével, 1849-ben elégtek.)
- Értekezés Andalúziáról Spanyolországban. Pest, 1841
- Prologus academica, de celeberrimis alumnis regiae scientiarum universitatis Hungaricae. Dixit cum exordio anni schol. 1842-43. Budae, 1843
- Proclusio academica, de celeberrimis alumnis regiae scientiarum universitatis Hungaricae. Budae, 1843
- A szlavinokról, azaz: kérkedőkről, a trójai háborútól első Justinianus császárig. Tartalma Alázonok, aucháták, auchéták, eucháták, alubok, chalubok. Pest, 1844 (Végén: Kollár János: Toldalék a kérkedő nép történetéhez. Németűl. Pest, 1844)
- Ueber Croatien, als eine durch Unterjochung erworbene ungrische Provinz und des Königreichs Ungarn wirklichen Theil. Aus dem Ungarischen. Leipzig, 1844 (A hazában a sajtóviszonyok miatt magyarul ki nem adhatta. Ennek ellenirata: Das Verhältniss Croatiens zu Ungarn. Leipzig, 1846)
- Magyar irodalom története; szöveggond. Pap Károly; Egyetemi. Ny., Bp., 1934 (Magyar irodalmi ritkaságok)
- Mindennapi. Horvát István Pest-budai naplója. 1805-1809; sajtó alá rend., kiad., jegyz., tan. Eötvös Loránd Tudományegyetem Apáczai Csere János Gyakorló Iskolája, szerk. Temesi Alfréd, Szauder Józsefné; Tankönyvkiadó, Bp., 1967
- Horvát István és Ferenczy János levelezése; sajtó alá rend., előszó, jegyz. Soós István; MTA Irodalomtudományi Intézet, Bp., 1990 (Magyarországi tudósok levelezése)

Kiadta: Kazinczy és Szemere, Hat sonett. Pest, év n.; Jutalomfeleletek a magyar nyelvről, a magyar nemzeti múzeum 1815., 1816., 1817. eszt. kérdéseire. Pest, 1821. Két kötet.
Szerkesztette s kiadta a Magyar Dámák Kalendáriomát 1812., 1814. és 1815-re Pozsonyban és szerk. a Tudományos Gyűjteményt 1833-36-ig. A Horváth-codexet nevéről Toldy Ferencz nevezte el, melynek rövid tartalmát és leírását is adja (M. Nemzeti Irodalom Története Pest, 1852. II. 81. l.); ez 8r. 118 beírt levél, papiros, új gót írás, 1522-ből; a Jankovich gyűjteményével került a m. n. múzeumba; hasonmását H. a Tud. Gyűjt. 1836. VIII. k. közzé tette.
Kéziratai a magyar nemzeti múzeumban: Lexicon Eruditorum Regni Hungariae a legrégibb időktől a XVI. század végeig (21 kötet), a XVII. századtól 1840-ig (113 kötet); Mindennapija, azaz ifjúkori naplója (1805-1809. kilencz kötet. Ism. Budapesti Szemle XLVI. 1886. 337-350. l. Berkeszi István.); nyelvészetiek (49 címmel és több kötetben); a hazai történelem (82 c.); a hazai jogtörténelem (11 c.); egyetemes történelem (36 cz.); irodalomtörténet és levelezése (42 c.); bibliographia s vegyesek (24 c.); mind ez részletesen föl van sorolva a M. Könyv-Szemle 1883. 1-26 l.

## A Petőfi–Horvát–Gyulai családok kapcsolata
| Petrovics István (1791–1849) | Petrovics István (1791–1849) | Petrovics István (1791–1849) | Petrovics István (1791–1849) | Petrovics István (1791–1849) | Petrovics István (1791–1849) |  |  | Hrúz Mária (1791–1849)    | Hrúz Mária (1791–1849)    | Hrúz Mária (1791–1849)    | Hrúz Mária (1791–1849)    | Hrúz Mária (1791–1849)    | Hrúz Mária (1791–1849)    |                           |                           |                            |                            |                            |                            | Horvát István (1784–1846)  | Horvát István (1784–1846)  | Horvát István (1784–1846) | Horvát István (1784–1846) | Horvát István (1784–1846)    | Horvát István (1784–1846)    |                              |                              | Szepessy Karolina             | Szepessy Karolina             | Szepessy Karolina             | Szepessy Karolina             | Szepessy Karolina             | Szepessy Karolina             |                           |                           | Szendrey Ignác (1800–1895) | Szendrey Ignác (1800–1895) | Szendrey Ignác (1800–1895) | Szendrey Ignác (1800–1895) | Szendrey Ignác (1800–1895) | Szendrey Ignác (1800–1895) |                           |                           | Gálovics Anna (1805–1849)  | Gálovics Anna (1805–1849)  | Gálovics Anna (1805–1849)  | Gálovics Anna (1805–1849)  | Gálovics Anna (1805–1849)  | Gálovics Anna (1805–1849)  |                           |                           |                           |                           |                        |                        |                        |                        |  |  |  |  |  |  |  |  |  |  |  |  |  |  |  |  |  |  |  |  |  |  |  |  |  |  |  |  |
| Petrovics István (1791–1849) | Petrovics István (1791–1849) | Petrovics István (1791–1849) | Petrovics István (1791–1849) | Petrovics István (1791–1849) | Petrovics István (1791–1849) |  |  | Hrúz Mária (1791–1849)    | Hrúz Mária (1791–1849)    | Hrúz Mária (1791–1849)    | Hrúz Mária (1791–1849)    | Hrúz Mária (1791–1849)    | Hrúz Mária (1791–1849)    |                           |                           |                            |                            |                            |                            | Horvát István (1784–1846)  | Horvát István (1784–1846)  | Horvát István (1784–1846) | Horvát István (1784–1846) | Horvát István (1784–1846)    | Horvát István (1784–1846)    |                              |                              | Szepessy Karolina             | Szepessy Karolina             | Szepessy Karolina             | Szepessy Karolina             | Szepessy Karolina             | Szepessy Karolina             |                           |                           | Szendrey Ignác (1800–1895) | Szendrey Ignác (1800–1895) | Szendrey Ignác (1800–1895) | Szendrey Ignác (1800–1895) | Szendrey Ignác (1800–1895) | Szendrey Ignác (1800–1895) |                           |                           | Gálovics Anna (1805–1849)  | Gálovics Anna (1805–1849)  | Gálovics Anna (1805–1849)  | Gálovics Anna (1805–1849)  | Gálovics Anna (1805–1849)  | Gálovics Anna (1805–1849)  |                           |                           |                           |                           |                        |                        |                        |                        |  |  |  |  |  |  |  |  |  |  |  |  |  |  |  |  |  |  |  |  |  |  |  |  |  |  |  |  |
|                              |                              |                              |                              |                              |                              |  |  |                           |                           |                           |                           |                           |                           |                           |                           |                            |                            |                            |                            |                            |                            |                           |                           |                              |                              |                              |                              |                               |                               |                               |                               |                               |                               |                           |                           |                            |                            |                            |                            |                            |                            |                           |                           |                            |                            |                            |                            |                            |                            |                           |                           |                           |                           |                        |                        |                        |                        |  |  |  |  |  |  |  |  |  |  |  |  |  |  |  |  |  |  |  |  |  |  |  |  |  |  |  |  |
|                              |                              |                              |                              |                              |                              |  |  |                           |                           |                           |                           |                           |                           |                           |                           |                            |                            |                            |                            |                            |                            |                           |                           |                              |                              |                              |                              |                               |                               |                               |                               |                               |                               |                           |                           |                            |                            |                            |                            |                            |                            |                           |                           |                            |                            |                            |                            |                            |                            |                           |                           |                           |                           |                        |                        |                        |                        |  |  |  |  |  |  |  |  |  |  |  |  |  |  |  |  |  |  |  |  |  |  |  |  |  |  |  |  |
|                              |                              |                              |                              |                              |                              |  |  |                           |                           |                           |                           |                           |                           |                           |                           |                            |                            |                            |                            |                            |                            |                           |                           |                              |                              |                              |                              |                               |                               |                               |                               |                               |                               |                           |                           |                            |                            |                            |                            |                            |                            |                           |                           |                            |                            |                            |                            |                            |                            |                           |                           |                           |                           |                        |                        |                        |                        |  |  |  |  |  |  |  |  |  |  |  |  |  |  |  |  |  |  |  |  |  |  |  |  |  |  |  |  |
| Petőfi István (1825–1880)    | Petőfi István (1825–1880)    | Petőfi István (1825–1880)    | Petőfi István (1825–1880)    | Petőfi István (1825–1880)    | Petőfi István (1825–1880)    |  |  | Petőfi Sándor (1823–1849) | Petőfi Sándor (1823–1849) | Petőfi Sándor (1823–1849) | Petőfi Sándor (1823–1849) | Petőfi Sándor (1823–1849) | Petőfi Sándor (1823–1849) |                           |                           | Szendrey Júlia (1828–1868) | Szendrey Júlia (1828–1868) | Szendrey Júlia (1828–1868) | Szendrey Júlia (1828–1868) | Szendrey Júlia (1828–1868) | Szendrey Júlia (1828–1868) |                           |                           | id. Horvát Árpád (1820–1894) | id. Horvát Árpád (1820–1894) | id. Horvát Árpád (1820–1894) | id. Horvát Árpád (1820–1894) | id. Horvát Árpád (1820–1894)  | id. Horvát Árpád (1820–1894)  |                               |                               | Szendrey Gyula (?–1850)       | Szendrey Gyula (?–1850)       | Szendrey Gyula (?–1850)   | Szendrey Gyula (?–1850)   | Szendrey Gyula (?–1850)    | Szendrey Gyula (?–1850)    |                            |                            |                            |                            |                           |                           | Szendrey Mária (1838–1866) | Szendrey Mária (1838–1866) | Szendrey Mária (1838–1866) | Szendrey Mária (1838–1866) | Szendrey Mária (1838–1866) | Szendrey Mária (1838–1866) |                           |                           | Gyulai Pál (1826–1909)    | Gyulai Pál (1826–1909)    | Gyulai Pál (1826–1909) | Gyulai Pál (1826–1909) | Gyulai Pál (1826–1909) | Gyulai Pál (1826–1909) |  |  |  |  |  |  |  |  |  |  |  |  |  |  |  |  |  |  |  |  |  |  |  |  |  |  |  |  |
| Petőfi István (1825–1880)    | Petőfi István (1825–1880)    | Petőfi István (1825–1880)    | Petőfi István (1825–1880)    | Petőfi István (1825–1880)    | Petőfi István (1825–1880)    |  |  | Petőfi Sándor (1823–1849) | Petőfi Sándor (1823–1849) | Petőfi Sándor (1823–1849) | Petőfi Sándor (1823–1849) | Petőfi Sándor (1823–1849) | Petőfi Sándor (1823–1849) |                           |                           | Szendrey Júlia (1828–1868) | Szendrey Júlia (1828–1868) | Szendrey Júlia (1828–1868) | Szendrey Júlia (1828–1868) | Szendrey Júlia (1828–1868) | Szendrey Júlia (1828–1868) |                           |                           | id. Horvát Árpád (1820–1894) | id. Horvát Árpád (1820–1894) | id. Horvát Árpád (1820–1894) | id. Horvát Árpád (1820–1894) | id. Horvát Árpád (1820–1894)  | id. Horvát Árpád (1820–1894)  |                               |                               | Szendrey Gyula (?–1850)       | Szendrey Gyula (?–1850)       | Szendrey Gyula (?–1850)   | Szendrey Gyula (?–1850)   | Szendrey Gyula (?–1850)    | Szendrey Gyula (?–1850)    |                            |                            |                            |                            |                           |                           | Szendrey Mária (1838–1866) | Szendrey Mária (1838–1866) | Szendrey Mária (1838–1866) | Szendrey Mária (1838–1866) | Szendrey Mária (1838–1866) | Szendrey Mária (1838–1866) |                           |                           | Gyulai Pál (1826–1909)    | Gyulai Pál (1826–1909)    | Gyulai Pál (1826–1909) | Gyulai Pál (1826–1909) | Gyulai Pál (1826–1909) | Gyulai Pál (1826–1909) |  |  |  |  |  |  |  |  |  |  |  |  |  |  |  |  |  |  |  |  |  |  |  |  |  |  |  |  |
|                              |                              |                              |                              |                              |                              |  |  |                           |                           |                           |                           |                           |                           |                           |                           |                            |                            |                            |                            |                            |                            |                           |                           |                              |                              |                              |                              |                               |                               |                               |                               |                               |                               |                           |                           |                            |                            |                            |                            |                            |                            |                           |                           |                            |                            |                            |                            |                            |                            |                           |                           |                           |                           |                        |                        |                        |                        |  |  |  |  |  |  |  |  |  |  |  |  |  |  |  |  |  |  |  |  |  |  |  |  |  |  |  |  |
|                              |                              |                              |                              |                              |                              |  |  |                           |                           |                           |                           |                           |                           |                           |                           |                            |                            |                            |                            |                            |                            |                           |                           |                              |                              |                              |                              |                               |                               |                               |                               |                               |                               |                           |                           |                            |                            |                            |                            |                            |                            |                           |                           |                            |                            |                            |                            |                            |                            |                           |                           |                           |                           |                        |                        |                        |                        |  |  |  |  |  |  |  |  |  |  |  |  |  |  |  |  |  |  |  |  |  |  |  |  |  |  |  |  |
|                              |                              |                              |                              |                              |                              |  |  |                           |                           |                           |                           | Petőfi Zoltán (1848–1870) | Petőfi Zoltán (1848–1870) | Petőfi Zoltán (1848–1870) | Petőfi Zoltán (1848–1870) | Petőfi Zoltán (1848–1870)  | Petőfi Zoltán (1848–1870)  |                            |                            | Horvát Attila (1851–1873)  | Horvát Attila (1851–1873)  | Horvát Attila (1851–1873) | Horvát Attila (1851–1873) | Horvát Attila (1851–1873)    | Horvát Attila (1851–1873)    |                              |                              | ifj. Horvát Árpád (1855–1887) | ifj. Horvát Árpád (1855–1887) | ifj. Horvát Árpád (1855–1887) | ifj. Horvát Árpád (1855–1887) | ifj. Horvát Árpád (1855–1887) | ifj. Horvát Árpád (1855–1887) |                           |                           | Horvát Viola (1857)        | Horvát Viola (1857)        | Horvát Viola (1857)        | Horvát Viola (1857)        | Horvát Viola (1857)        | Horvát Viola (1857)        |                           |                           | Horvát Ilona (1859–1945)   | Horvát Ilona (1859–1945)   | Horvát Ilona (1859–1945)   | Horvát Ilona (1859–1945)   | Horvát Ilona (1859–1945)   | Horvát Ilona (1859–1945)   |                           |                           |                           |                           |                        |                        |                        |                        |  |  |  |  |  |  |  |  |  |  |  |  |  |  |  |  |  |  |  |  |  |  |  |  |  |  |  |  |
|                              |                              |                              |                              |                              |                              |  |  |                           |                           |                           |                           | Petőfi Zoltán (1848–1870) | Petőfi Zoltán (1848–1870) | Petőfi Zoltán (1848–1870) | Petőfi Zoltán (1848–1870) | Petőfi Zoltán (1848–1870)  | Petőfi Zoltán (1848–1870)  |                            |                            | Horvát Attila (1851–1873)  | Horvát Attila (1851–1873)  | Horvát Attila (1851–1873) | Horvát Attila (1851–1873) | Horvát Attila (1851–1873)    | Horvát Attila (1851–1873)    |                              |                              | ifj. Horvát Árpád (1855–1887) | ifj. Horvát Árpád (1855–1887) | ifj. Horvát Árpád (1855–1887) | ifj. Horvát Árpád (1855–1887) | ifj. Horvát Árpád (1855–1887) | ifj. Horvát Árpád (1855–1887) |                           |                           | Horvát Viola (1857)        | Horvát Viola (1857)        | Horvát Viola (1857)        | Horvát Viola (1857)        | Horvát Viola (1857)        | Horvát Viola (1857)        |                           |                           | Horvát Ilona (1859–1945)   | Horvát Ilona (1859–1945)   | Horvát Ilona (1859–1945)   | Horvát Ilona (1859–1945)   | Horvát Ilona (1859–1945)   | Horvát Ilona (1859–1945)   |                           |                           |                           |                           |                        |                        |                        |                        |  |  |  |  |  |  |  |  |  |  |  |  |  |  |  |  |  |  |  |  |  |  |  |  |  |  |  |  |
|                              |                              |                              |                              |                              |                              |  |  |                           |                           |                           |                           |                           |                           |                           |                           |                            |                            |                            |                            |                            |                            |                           |                           |                              |                              |                              |                              |                               |                               |                               |                               |                               |                               |                           |                           |                            |                            |                            |                            |                            |                            |                           |                           |                            |                            |                            |                            |                            |                            |                           |                           |                           |                           |                        |                        |                        |                        |  |  |  |  |  |  |  |  |  |  |  |  |  |  |  |  |  |  |  |  |  |  |  |  |  |  |  |  |
|                              |                              |                              |                              |                              |                              |  |  |                           |                           |                           |                           |                           |                           |                           |                           |                            |                            |                            |                            |                            |                            |                           |                           |                              |                              |                              |                              |                               |                               |                               |                               | Gyulai Aranka (1859–1915)     | Gyulai Aranka (1859–1915)     | Gyulai Aranka (1859–1915) | Gyulai Aranka (1859–1915) | Gyulai Aranka (1859–1915)  | Gyulai Aranka (1859–1915)  |                            |                            | Gyulai Kálmán (1861–1897)  | Gyulai Kálmán (1861–1897)  | Gyulai Kálmán (1861–1897) | Gyulai Kálmán (1861–1897) | Gyulai Kálmán (1861–1897)  | Gyulai Kálmán (1861–1897)  |                            |                            | Gyulai Margit (1862–1885)  | Gyulai Margit (1862–1885)  | Gyulai Margit (1862–1885) | Gyulai Margit (1862–1885) | Gyulai Margit (1862–1885) | Gyulai Margit (1862–1885) |                        |                        |                        |                        |  |  |  |  |  |  |  |  |  |  |  |  |  |  |  |  |  |  |  |  |  |  |  |  |  |  |  |  |